# 2023年国家领导人列表
本列表列出2023年各国家的最高领导人、国家元首、政府首脑及其他重要领导人。

## 非洲
- 阿尔及利亚
  - 总统 － 阿卜杜勒卡德爾·本·薩拉赫（2019年起）
  - 总理 — 艾曼·本·阿卜杜勒-拉赫曼（2021年起）
- 安哥拉
  - 总统 － 若昂·洛伦索（2017年－现今）[1]
- - 总统 － 帕特里斯·塔隆（2016年－现今）[2]
- - 总统 － 莫貴茨·馬西西（2018年起）[3][4]
- - 总统 — 易卜拉欣·特拉奥雷（2022年起）
  - 总理 — Apollinaire Joachim Kyélem de Tambèla（2022年起）
- - 总统 — 埃瓦里斯特·恩達伊希米耶（2020年起）
  - 總理 － Gervais Ndirakobuca（2022年起）
- 喀麦隆
  - 总统 － 保罗·比亚（1982年起）[5][6][7][8]
  - 总理 － Joseph Ngute（2019年起）
- - 总统 － 若澤·馬里亞·內維斯（2021年起）
  - 总理 － 乌利塞斯·科雷亚·席尔瓦（2016年起）
- 中非
  - 总统 － 福斯坦-阿尔尚热·图瓦德拉（2016年起）
  - 总理 － Félix Moloua（英语：Félix Moloua）（2022年起）
- - 軍事過渡委員會主席 － 穆罕默德·代比（2021年起）
  - 总理 － 萨利赫·凯布扎博（2022年起）
- - 总统 － 阿扎利·阿苏马尼（2016年起）
- 刚果共和国
  - 总统 － 德尼·萨苏-恩格索（1997年起）
  - 总理 — 阿纳托尔·科利内·马科索（英语：Anatole Collinet Makosso） （2021年起）
- 刚果民主共和国
  - 总统 － 菲利克斯·齊塞克迪（2019年起）
  - 总理 — Jean-Michel Sama Lukonde（2021年起）
- - 总统 － 伊斯梅尔·奥马尔·盖莱（1999起）
  - 总理 － 阿卜杜勒卡德尔·卡米尔·穆罕默德（英语：Abdoulkader Kamil Mohamed）（2013年起）
- 埃及
  - 总统 － 阿卜杜勒-法塔赫·塞西（2014年起）
  - 总理 － 穆斯塔法·马布里（2018年起）
- 赤道几内亚
  - 总统 － 特奥多罗·奥比昂·恩圭马·姆巴索戈（1979年起）
  - 总理
    1. 弗朗西斯科·帕斯奎爾·奧巴馬·阿蘇埃（2016年-2023年2月1日）
    2. 西班牙語：（2023年2月1日起）
- - 总统 － 伊萨亚斯·阿费沃尔基（1991年起）[a]
- - 总统 － 薩赫勒-沃克·祖德（2018年起）
  - 总理 － 阿比·艾哈迈德（2018年起）
- 加彭
  - 总统
    1. 阿里·邦戈·翁丁巴（2009年-2023年8月30日軍事政變下台）
    2. 布里斯·克洛泰尔·奥利吉·恩圭马（2023年9月4日起）

  - 总理
    1. 罗丝·克里斯蒂亚娜·拉蓬达（2020年-2023年1月8日）
    2. 阿蘭·克勞德·比利·比·恩澤（英语：Alain Claude Bilie By Nze）（2023年1月8日-2023年8月30日政變下台）
    3. 雷蒙·恩东·希马（臨時；2023年9月7日起）
- - 总统 － 阿达马·巴罗（2017年起）
- - 总统 － 纳纳·阿库福-阿多（2017年起）
- 几内亚
  - 全國團結和發展委員會主席兼臨時總統 － 馬馬迪·敦布亞（2021年起）
  - 總理 — Bernard Goumou（2022年起）
- - 总统 － 乌马罗·西索科·恩巴洛（2020年起）
  - 总理 － 阿里斯蒂德斯·戈梅斯（2018年起）
- - 总统 － 阿拉萨内·瓦塔拉（2010年起）
  - 总理 － Patrick Achi（2021年起）
- - 总统 — 威廉·鲁托（2022年起）
- - 国王 － 莱齐耶三世（1996年起）
  - 总理 — 萨姆·马特卡内（2022年起）
- - 总统 － 佐治·韦亚（2018年起）
- 利比亞 [b]
  -  利比亚国民代表大会
    - 主席 － 穆罕默德·门菲（2021年起）
    - 总理 － 阿卜杜勒·哈米德·德拜巴（英语：Abdul Hamid Dbeibeh）（2021年起）

  -  利比亚民族团结政府
    - 主席 －  法耶兹·萨拉杰（2016年起）
    - 总理 － 法西·巴沙加（2022年起）
- 马达加斯加
  - 总统 －安德里·拉乔利纳（2019年起）
  - 总理 － 克里斯蒂安·恩蔡（2018年起）
- - 总统 — 拉扎勒斯·查克維拉（2020年起）
- - 总统 — 阿西米·戈塔（臨時；2021年起）
  - 总理 — Choguel Kokalla Maïga （2021年起代理）
- - 总统 － 穆罕默德·烏爾德·加祖瓦尼（2019年起）
  - 总理 － Mohamed Ould Bilal（英语：Mohamed Ould Bilal）（2020年起）
- - 总统 － 普里特维赖辛·罗蓬（英语：Prithvirajsing Roopun）（2019年起）
  - 总理 － 普拉温德·贾格纳特（2017年起）
- 摩洛哥
  - 国王 － 穆罕默德六世（1999年起）
  - 首相 — 阿齐兹·阿汉努什 （2021年起）
- - 总统 － 菲利佩·纽西（2015年起）
  - 总理 － Adriano Maleiane（2022年起）
- 纳米比亚
  - 总统 － 哈格·根哥布（2015年起）
  - 总理 － 莎拉·库冈吉尔瓦（2015年起）
- - 总统
    1. 穆罕默德·巴祖姆（2021年-2023年7月26日）
    2. 哈苏米·马苏杜（代理总统，2023年7月27日起）

  - 军政府主席 — 阿卜杜拉赫曼·奇亚尼（2023年7月26日起）
  - 总理
    1. Ouhoumoudou Mahamadou（2021年-2023年7月26日）
    2. Ali Lamine Zeine（2023年8月8日起）
- - 总统
    1. 穆罕默杜·布哈里（2015年-2023年5月29日）
    2. 博拉·蒂努布（2023年5月29日起）
- - 总统 － 保罗·卡加梅（2000年起）
  - 总理 － 爱德华·恩吉伦特（英语：Edouard Ngirente）（2017年起）
- （英国海外领地）
  - 总督 — 奈傑爾·菲利普斯（2022年起）
  - 首席大臣 — 茱莉·湯瑪斯（英语：Julie Thomas）（2021年起）

 聖多美和普林西比
- - 总统 － 卡洛斯·維拉·諾瓦（2021年起）
  - 总理 － 帕特里斯·特罗瓦达（2022年起）
- 塞内加尔
  - 总统 － 麦基·萨勒（2012年起）
  - 总理 － 阿馬度·巴（英语：Amadou Ba (politician, born 1961)）（2022年起）
- - 总统 － 瓦韦尔·拉姆卡拉旺（2020年起）
- - 总统 － 朱利叶斯·马达·比奥（2018年起）
  - 首席部长 － 雅各·朱蘇·薩發（英语：Jacob Jusu Saffa）（2021年起）
- - 总统 — 哈桑·謝赫·馬哈茂德（2022年起）
  - 总理 — Hamza Abdi Barre（2022年起）
    -  邦特蘭 [c]
      - 总统 － 阿卜迪韦利·穆罕默德·阿里（英语：Abdiweli Mohamed Ali）（2014年起）
- （僅獲中華民國承认）
  - 总统—繆斯·比希·阿卜迪（2017年起）
- 南非
  - 总统 － 西里尔·拉马福萨（2018年起）
- 南蘇丹
  - 总统 － 萨尔瓦·基尔·马亚尔迪特（2011年起）
- 苏丹（軍政府）
  - 過渡主權委員會（集體元首；2019年起以阿卜杜勒·法塔赫·阿卜杜勒拉赫曼·布爾漢為首）
  - 总理 － Osman Hussein （代理；2022年起）
- - 国王 － 姆斯瓦蒂三世（1986年起）
  - 首相 — Cleopas Dlamini（2021年起）
- - 总统 — 萨米娅·苏卢胡（2021年起）
  - 总理 － 卡西姆·马嘉尼华（2015年起）
- 多哥
  - 总统 － 福雷·纳辛贝（2005年起）
  - 总理 － 維克多·托梅格·多貝（2020年起）
- - 总统 －凱斯·賽義德（2019年起）
  - 总理 — 娜杰拉·布登·鲁姆赞（英语：Najla Bouden Romdhane）（2021年起）
- 乌干达
  - 总统 － 约韦里·穆塞韦尼（1986年起）
  - 总理 — Robinah Nabbanja（2021年起）
- 撒拉威阿拉伯民主共和國 [d]
  - 总统 － 卜拉欣·加利（2016年起）
  - 总理 － Bouchraya Hammoudi Bayoun（2020年起）
- - 总统 — 哈凱恩德·希奇萊馬（2021年起）
- 辛巴威
  - 总统 － 埃默森·姆南加古瓦（2017年起）

## 亚洲
- 阿富汗伊斯兰共和国[e]
  - 總統－阿姆鲁拉·萨利赫（雖然阿富汗伊斯兰共和国己經滅亡，但仍領導民族抵抗陣線、自封看守總統）（2021年起）
- 阿富汗伊斯蘭酋長國（塔利班政權，未獲國際普遍承認)
  -     - 信士的埃米爾 － 海巴圖拉·阿洪扎達 （2021年起）
    - 代總理 － 穆罕默德·哈桑·阿洪德（2021年起）
- 巴林
  - 国王 － 哈迈德·本·伊萨·本·萨勒曼·阿勒哈利法（1999年起）
  - 首相 － 王儲薩勒曼（2020年起）[f]
- - 总统 － 阿卜杜勒·哈米德（2013年起）
  - 总理 － 谢赫·哈西娜（2009年起）
- 不丹
  - 国王 － 吉格梅·凯萨尔·纳姆耶尔·旺楚克（2006年起）
  - 首相 － 洛塔·策林（2018年起）
- - 苏丹兼首相 －哈桑纳尔·博尔基亚（蘇丹：1967年起；首相：1984年起）
- 柬埔寨
  - 国王 － 诺罗敦·西哈莫尼（2004年起）
  - 首相
    1. 洪森（1985年-2023年8月22日）[g]
    2. 洪玛奈（2023年8月22日起）
- 中华人民共和国
  - 中共中央总书记－ 习近平（2012年起）
  - 国家主席－ 习近平（2013年起）
  - 国务院总理
    - 李克强（2013年－2023年3月11日）
    - 李强（2023年3月11日起）

  -  香港特別行政區
    - 行政长官 — 李家超（2022年起）

  -  澳門特別行政區
    - 行政长官 － 賀一誠（2019年起）
- 中華民國 [h]
  - 總統 － 蔡英文（2016年起）
  - 行政院院長
    - 蘇貞昌（2019年－2023年1月31日）
    - 陳建仁（2023年1月31日起）
- 东帝汶
  - 总统 — 若泽·拉莫斯·奥尔塔（2022年起）
  - 总理 －陶尔·马坦·鲁阿克（2018年起—2023年7月1日）                                –沙纳纳·古斯芒（2023年7月1日起）
- 印度
  - 总统 — 德拉帕迪·慕爾穆（2022年起）
  - 总理 － 纳伦德拉·莫迪（2014年起）
- 印度尼西亞
  - 总统 － 佐科·维多多（2014年起）
- 伊朗
  - 最高领袖 － 阿里·哈梅内伊（1989年起）
  - 总统—易卜拉欣·莱希 （2021年起）
- 伊拉克
  - 总统 — 阿卜杜勒·拉蒂夫·拉希德（2022年起）
  - 总理 — 穆罕默德·希亞·蘇達尼（2022年起）
- 以色列
  - 总统 －艾薩克·赫爾佐格（2021年起）
  - 总理 — 班傑明·納坦雅胡（2022年起）
- 日本
  - 天皇 － 德仁（2019年起）
  - 内阁总理大臣－岸田文雄（2021年起）
- 约旦
  - 国王 － 阿卜杜拉二世（1999年起）
  - 首相 － 奥马尔·拉扎兹（2018年起）
- - 总统 －卡西姆若马尔特·托卡耶夫（2019年起）
  - 总理 — 阿里汗·斯瑪伊洛夫（2022年起）
- - 朝鲜劳动党总书记 － 金正恩（2012年起）
  - 国务委员会委员长 － 金正恩（2016年起）
  - 内阁总理 － 金德训（2020年起）
- - 总统 — 尹锡悦（2022年起）
  - 国务总理 — 韓惪洙（2022年起）
- 科威特
  - 埃米尔
    1. 納瓦夫·艾哈邁德·賈比爾·薩巴赫（2020年-2023年12月16日）
    2. 米沙勒·艾哈邁德·賈比爾·薩巴赫（2023年12月17日起）

  - 首相 — 艾哈邁德·納瓦夫·艾哈邁德·薩巴赫（2022年起）
- - 总统—薩德爾·扎帕羅夫（2021年起）
  - 部長會議主席—阿克爾別克·扎帕羅夫（2021年起）
- - 老挝人革党中央总书记—通伦·西苏里（2021年起）
  - 国家主席—通伦·西苏里（2021年起）
  - 政府总理—宋赛·西潘敦（2022年起）
- 黎巴嫩
  - 总统 － 米切尔·奥恩（2016年起）
  - 总理—納吉布·米卡提（2021年起）
- 马来西亚
  - 最高元首 －苏丹阿都拉（2019年起）
  - 首相 — 安華伊布拉欣（2022年起）
- 馬爾地夫
  - 总统 － 易卜拉欣·穆罕默德·萨利赫（2018年起）
- 蒙古国
  - 总统—乌赫那·呼尔勒苏赫（2021年起）
  - 总理—罗布森那木斯莱·奥云额尔登（2021年起）
- 緬甸
  - 國家管理委員會主席 - 敏昂來（2021年起）
  - 总统—敏瑞（第一副总统代理；2021年起）
  - 总理—敏昂來（2021年起）
- 尼泊尔
  - 总统
    1. 碧雅·戴维·班达里（2015年-2023年3月13日）
    2. 拉姆·钱德拉·保德尔（2023年3月13日起）

  - 总理 — 普什帕·卡迈勒·达哈尔（2022年起）
- 阿曼
  - 苏丹兼首相—海賽姆·本·塔里克·賽義德（2020年起）
- 巴基斯坦
  - 总统 － 阿里夫·艾維（2018年起）
  - 总理
    1. 夏巴茲·謝里夫（2022年-2023年8月13日）
    2. 安瓦爾·哈克·卡卡爾（2023年8月13日起）
- 巴勒斯坦
  - 总统 － 马哈茂德·阿巴斯（2005年起）
  - 总理 － 穆罕默德·阿什塔耶（2019年起）
- 菲律賓
  - 总统 — 小费迪南德·马科斯（2022年起）
- - 埃米尔 － 塔米姆·本·哈迈德·阿勒萨尼（2013年起）
  - 首相 － 哈立德·本·哈利法·本·阿卜杜勒·阿齊茲·阿勒薩尼（2020年起）
- 沙烏地阿拉伯
  - 国王 － 萨勒曼·本·阿卜杜勒-阿齐兹·阿勒沙特（2015年起）
  - 大臣會議主席 — 王儲穆罕默德·本·薩勒曼（2022年起）
- 新加坡
  - 总统 － 哈莉玛·雅各布（2017年起）
  - 总理 － 李显龙（2004年起）
- 斯里蘭卡
  - 总统 — 拉尼尔·维克勒马辛哈（2022年起）
  - 总理 — 迪内什·古纳瓦德纳（2022年起）
- 叙利亚
  -  叙利亚中央政府
    - 总统 － 巴沙尔·阿萨德（2000年起）
    - 总理 － 伊马德·哈米斯（2016年起）

  -  叙利亚反对派
    - 政府主席 － 利雅得·赛义夫（2017年起）
    - 总理 － 贾瓦德·阿布·哈塔卜（英语：Jawad Abu Hatab）（2016年起）
- - 总统 － 埃莫马利·拉赫蒙（1992年起）
  - 总理 － 科基尔·拉苏尔佐达（2013年起）
- 泰國
  - 国王 － 玛哈·哇集拉隆功（2016年起）
  - 总理
    1. 帕拉育·詹欧查（2014年-2023年8月22日）
    2. 社他·他威信（2023年8月22日起）
- 土耳其
  - 总统 － 雷杰普·塔伊普·艾尔多安（2014年起）
- - 总统 — 谢尔达尔·别尔德穆哈梅多夫（2022年起）
- 阿联酋
  - 总统 — 穆罕默德·本·扎耶德·阿勒納哈揚（2022年起）
  - 总理 － 穆罕默德·本·拉希德·阿勒马克图姆（2006年起）
- - 总统 － 肖开提·米尔则亚耶夫（2016年起）
  - 总理 － 阿卜杜拉·阿里波夫（2016年起）
- 越南
  - 越共中央总书记 － 阮富仲（2011年起）
  - 国家主席
    1. 阮春福（2021年—2023年1月18日）
    2. 武氏映春（代理；2023年1月18日—2023年3月2日）
    3. 武文赏（2023年3月2日—）

  - 政府总理—范明政（2021年起）
- 也门
  -  葉門中央政府
    - 總統委員會主席 — 拉沙德·穆罕默德·阿里米（英语：Rashad al-Alimi）（2022年起）
    - 总理 － 迈茵·阿卜杜勒马利克·赛义德（2018年起）

  -  胡塞武装组织 [i]
    - 总统 － 迈赫迪·马沙塔（英语：Mahdi al-Mashat）（2018年起）
    - 总理 － 阿普杜勒-阿齐兹·本·哈卜图尔（英语：Abdel-Aziz bin Habtour）（2016年起）

## 欧洲
- 阿布哈茲 [j]
  - 总统 — 阿斯兰·布扎尼亚（2020年起）
  - 总理 — 亞歷山大·安克瓦布（2020年起）
- 阿尔巴尼亚
  - 总统 — 巴伊拉姆·贝加伊（2022年起）
  - 总理 － 埃迪·拉马（2013年起）
- 安道尔
  - 安道尔親王
  - 1. 霍安·恩里克·比韦斯·西西利亚（2003年起）
    - 代表 － 约瑟夫·玛丽亚·毛里（英语：Josep Maria Mauri）（2017年起）

  - 2. 埃马纽埃尔·马克龙（2017年起）
    - 代表 － 帕特里克·斯乔达（法语：Patrick Strzoda）（2017年起）

  - 首相 － Xavier Espot（英语：Xavier Espot）（2019年起）
- 亞美尼亞
  - 总统 — 瓦哈根·哈恰图良（2022年起）
  - 总理 － 尼科尔·帕希尼扬（2018年起）
- 阿尔察赫 [k]
  - 总统 — 阿拉伊克·阿魯秋尼揚（2020年起）
- 奥地利
  - 总统 － 亚历山大·范德贝伦（2017年起）
  - 总理 — 卡爾·內哈默（2021年起）
- - 总统 － 伊利哈姆·阿利耶夫（2003年起）
  - 总理 - 阿里·阿萨多夫 （2019年起）
- 白俄羅斯
  - 总统 － 亚历山大·格里戈里耶维奇·卢卡申科（1994年起）
  - 总理 - 羅曼·戈洛夫琴科（2020年起）
- 比利时
  - 国王 － 菲利普（2013年起）
  - 首相 - 亞歷山大·德克羅（2020年起）
- - 波斯尼亚和黑塞哥维那主席团
    - 克罗埃西亚族代表  -  熱利科·科姆希奇 （2018年起）
    - 波士尼亚族代表 — 戴尼斯·贝契罗维奇（2022年起）
    - 塞尔维亚族代表 — 热莉卡·茨维亚诺维奇（2022年起；主席：2022年起）

  - 部長会议主席
    1. 佐兰·泰盖尔蒂亚（2019年-2023年1月25日）
    2. 博里亚娜·克里什托（2023年1月25日起）

  - 高级代表—克里斯蒂安·施密特（2021年起）
- 保加利亚
  - 总统 － 鲁门·拉德夫（2017年起）
  - 总理
    1. Galab Donev（看守；2022年-2023年6月6日）
    2. 尼古拉·鄧科夫（2023年6月6日起）
- - 总统 - 佐蘭·米蘭諾維奇（2020年起）
  - 总理 － 安德烈·普兰科维奇（2016年起）
- 賽普勒斯
  - 总统
    1. 尼科斯·阿纳斯塔夏季斯（2013年-2023年2月28日）
    2. 尼科斯·赫里斯托祖利季斯（2023年2月28日起）
- 捷克
  - 总统
    1. 米洛什·泽曼（2013年-2023年3月8日）
    2. 彼得·帕維爾（2023年3月9日起）

  - 总理—彼得·費亞拉（2021年起）
- 丹麦
  - 女王 － 玛格丽特二世（1972年起）
  - 首相 - 梅特·弗雷德里克森（2019年起）
- 爱沙尼亚
  - 总统—阿拉尔·卡里斯（2021年起）
  - 总理—卡婭·卡拉斯（2021年起）
- 芬兰
  - 总统 － 绍利·尼尼斯托（2012年起）
  - 总理
    1. 桑娜·馬林（2019年-2023年6月20日）
    2. 彼得里·奥尔波（2023年6月20日起）
- 法國
  - 总统 － 埃马纽埃尔·马克龙（2017年起）
  - 总理 — 伊莉莎白·博恩（2022年起）
- （地理上為亞洲）
  - 总统 － 薩洛梅·祖拉比什維利（2018年起）
  - 总理—伊拉克里·加里巴什維利（2021年起）
- 德国
  - 总统 － 弗兰克-瓦尔特·施泰因迈尔（2017年起）
  - 总理—奥拉夫·朔尔茨（2021年起）
- 直布罗陀 （英国海外领地）
  - 总督 － David Steel（英语：David Steel (Royal Navy officer)）（2020年起）
  - 首席大臣 － 费比安·皮卡多（英语：Fabian Picardo）（2011年起）
- 希腊
  - 总统 - 卡特琳娜·萨凯拉罗普卢（2020年起）
  - 总理
    1. 基里亞科斯·米佐塔基斯（2019年-2023年5月25日、2023年6月26日起）
    2. Ioannis Sarmas（2023年5月25日-6月26日）
- 根西 （英国皇家属地）
  - 次总督（英语：Lieutenant Governor of Guernsey） － Richard Cripwell（英语：Richard Cripwell）（2022年起）
  - 政策和资源委员会主席（英语：Policy and Resources Committee of Guernsey） － Peter Ferbrache（2020年起）
- 匈牙利
  - 总统 — 諾伐克·卡塔琳（2022年起）
  - 总理 － 奥班·维克多（2010年起）
- 冰島
  - 总统 － 古德尼·约翰内森（2016年起）
  - 总理 － 卡特琳·雅各布斯多蒂尔（2017年起）
- 愛爾蘭
  - 总统 － 麦克·希金斯（2011年起）
  - 总理 — 李歐·瓦拉德卡（2022年起）
- 马恩岛（英国皇家属地）
  - 次总督 － John Lorimer (British Army officer)（英语：John Lorimer）（2021年起）
  - 首席大臣 －霍华德·奎尔（英语：Howard Quayle）Alfred Cannan（2021年起）
- 義大利
  - 总统 － 塞尔焦·马塔雷拉（2015年起）
  - 总理 — 喬治亞·梅洛尼（2022年起）
- 澤西（英国皇家属地）
  - 次总督（英语：Lieutenant Governor of Jersey） — Jeremy Kyd（2022年起）
  - 首席大臣 — Kristina Moore（2022年起）
- 科索沃 [l]
  - 总统 - 韋約莎·奧斯曼尼（2021年起）
  - 总理—阿尔宾·库尔蒂（2021年起）
  - 联合国特别代表（英语：Special representative of the Secretary-General for Kosovo） － Caroline Ziadeh（英语：Caroline Ziadeh）（2021年起）[9]
- 拉脫維亞
  - 总统
    1. 埃吉尔斯·莱维茨（2019年-2023年7月8日）
    2. 埃德加斯·林克維奇斯（2023年7月8日起）

  - 总理
    1. 阿特爾斯·克里斯亞尼斯·卡林斯（2019年-2023年9月15日）
    2. 埃维卡·西利尼亚（2023年9月15日起）
- 列支敦斯登
  - 亲王 － 汉斯·亚当二世（1989年起）
  - 摄政親王 － 世子阿洛伊斯（2004年起）
  - 首相—丹尼尔·里施（2021年起）
- 立陶宛
  - 总统 - 吉塔納斯·瑙塞達（2019年起）
  - 总理 - 因格麗達·希莫尼特（2020年起）
- 盧森堡
  - 大公 － 亨利（2000年起）
  - 首相
    1. 格扎维埃·贝泰尔（2013年-2023年11月17日）
    2. 吕克·弗里登（2023年11月17日起）
- 北馬其頓
  - 总统 － 斯特沃·彭达罗夫斯基（2019年起）
  - 总理 — 迪米塔尔·科瓦切夫斯基 （2022年起）
- 馬爾他
  - 总统 - 喬治·韋拉（2019年起）
  - 总理 - 羅伯特·阿貝拉（2020年起）
- 摩尔多瓦
  - 总统 - 馬婭·桑杜（2020年起）
  - 总理
    1. 娜塔莉婭·加夫里利策（2021年-2023年2月16日）
    2. 多林·雷切安（2023年2月16日起）
- 摩納哥
  - 亲王 － 阿尔贝二世（2005年起）
  - 国务大臣 － Pierre Dartout（2020年起）
- 蒙特內哥羅
  - 总统
    1. 米洛·久卡诺维奇（2018年-2023年5月20日）
    2. 雅科夫·米拉托維奇(2023年5月20日起）

  - 总理 — 德里坦·阿巴佐維奇（2022年起）
- 荷兰王国
  - 国王 － 威廉-亚历山大（2013年起）
  -  荷蘭 （荷兰构成国）
    - 首相 － 马克·吕特（2010年起）
- 北賽普勒斯[m]
  - 总统 － 埃爾辛·塔塔爾（2020年起）
  - 总理 － Ünal Üstel（2022年起）
- 挪威
  - 国王 － 哈拉德五世（1991年起）
  - 首相—約納斯·加爾·斯特勒（2021年起）
- 波蘭
  - 总统 － 安杰伊·杜达（2015年起）
  - 总理 － 马特乌什·莫拉维茨基（2017年起）
- 葡萄牙
  - 总统 － 马塞洛·雷贝洛·德索萨（2016年起）
  - 总理 － 安东尼奥·科斯塔（2015年起）
- 羅馬尼亞
  - 总统 － 克劳斯·约翰尼斯（2014年起）
  - 总理
    1. 尼古拉·丘卡（2021年-2023年6月12日）
    2. 克特林·普雷多尤（代理；2023年6月12日-15日）
    3. Marcel Ciolacu（2023年6月15日起）
- 俄羅斯
  - 总统 － 佛拉迪米尔·佛拉迪米罗维奇·普丁（2012年起）
  - 总理 - 米哈伊尔·米舒斯金（2020年起）
- 圣马力诺
  - 执政官
  - 1、2. Maria Luisa Berti 和 Manuel Ciavatta（2022年-2023年4月1日）
  - 2、3. Alessandro Scarano 和 Adele Tonnini （2023年4月1日-10月1日）
- 塞爾維亞
  - 总统 － 亚历山大·武契奇（2017年起）
  - 总理 － 安娜·布尔纳比奇（2017年起）
- 斯洛伐克
  - 总统 － 蘇珊娜·查普托娃（2019年起）
  - 总理
    1. 愛德華·黑格爾（2021年-2023年5月15日）
    2. Ľudovít Ódor（2023年5月15日起）
- 斯洛維尼亞
  - 总统 — 娜塔莎·皮尔茨·穆萨尔（2022年起）
  - 总理 — 罗伯特·戈洛布（2022年起）
- 南奥塞梯 [n]
  - 总统 － Alan Gagloev（2022年起）
  - 总理 － Konstantin Dzhussoev（2022年起）
- 西班牙
  - 国王 － 费利佩六世（2014年起）
  - 首相 － 佩德罗·桑切斯（2018年起）
- 瑞典
  - 国王 － 卡尔十六世·古斯塔夫（1973年起）
  - 首相 — 乌尔夫·克里斯特松（2022年起）
- 瑞士
  - 瑞士聯邦委員會委员 － [o]

- 阿蘭·貝爾塞 （2012年起；现任主席：本年）
- 伊尼亚齐奥·卡西斯（2017年起）
- 居伊·帕姆兰 （2016年起）
- 阿尔贝特·勒斯蒂 （2023年1月1日起）
- 伊丽莎白·鲍姆-施奈德 （2023年1月1日起）
- 卡琳·凯勒-祖特尔（2019年起）
- 维奥拉·阿姆赫德（2019年起）

- 德涅斯特河沿岸[p]
  - 总统 － 瓦季姆·克拉斯諾謝利斯基（2016年起）
  - 总理 － 亞歷山大·羅森貝格（英语：Aleksandr Rozenberg）（2022年起）
- 乌克兰
  - 总统 －弗拉基米尔·泽连斯基（2019年起）
  - 总理 - 杰尼斯·什米加尔（2020年起）
- 英国
  - 國王 － 查爾斯三世（2022年起）
  - 首相 － （2022年起）
- 梵蒂冈
  - 教宗 － 方济各（2013年－现今）
  - 委员会主席 － 朱塞佩·贝德罗（2011年－现今）
  - 宗座
    - 国务枢机卿 － 伯多祿·帕羅林（2013年－现今）

## 北美洲
- （英国海外领地）
  - 总督（英语：Governor of Anguilla）
    1. Dileeni Daniel-Selvaratnam（英语：Dileeni Daniel-Selvaratnam）（2021年－2023年）

  - 首席部长 — Ellis Webster（2020年至今）
- 安地卡及巴布達
  - 君主 － 查理三世（2022年起）
  - 总督 － 罗德尼·威廉斯（2014年起）
  - 总理 － 加斯东·布朗恩（2014年起）
- 巴哈马
  - 君主 － 查理三世（2022年起）
  - 总督 - 科尼利厄斯·A·史密斯（2019年起）
  - 总理 － 菲利普·戴維斯（2021年起）
- - 总统 － 桑德拉·梅森（2021年起）
  - 总理 － 米亚·莫特利（2018年起）
- - 君主 － 查理三世（2022年起）
  - 总督 － 察芙拉（2021年起）
  - 总理 — 強尼·布里仙紐（2020年起）
- 百慕大 （英国海外领地）
  - 总督（英语：Governor of Bermuda） — 雷娜·拉尔吉（英语：Rena Lalgie）（2020年起）
  - 总理 － 爱德华·大卫·伯特（2017年起）
- 英屬維爾京群島 （英国海外领地）— 总督（英语：Governor of the Virgin Islands） －約翰·蘭金（2021年起）
  - 总理 — Natalio Wheatley（2022年起）
- 加拿大
  - 君主 － 查理三世（2022年起）
  - 总督 — 瑪麗·梅·西蒙（2021年起）
  - 总理 － 贾斯汀·杜鲁多（2015年起）
- 开曼群岛 （英国海外领地）
  - 总督（英语：Governor of the Cayman Islands） － Martyn Roper（2018年起）
  - 总理 － 溫·潘頓（英语：Wayne Panton）（2021年起）
- - 总统 － 卡洛斯·阿尔瓦拉多·奎沙达（2018年起）
- 古巴
  - 古共中央第一书记 — 米格尔·迪亚斯-卡内尔（2021年起）
  - 国家主席 － 米格尔·迪亚斯-卡内尔（2018年起）
  - 总理 － 曼努埃尔·马雷罗（2019年起）
- 多米尼克
  - 总统 － 查尔斯·萨瓦林（英语：Charles Savarin）（2013年起）
  - 总理 － 罗斯福·斯凯里特（2004年起）
- - 总统 — 路易斯·阿比納迪爾（2020年起）
- 薩爾瓦多
  - 总统 - 納伊布·布格磊（2019年起）
- 格瑞那達
  - 君主 － 查理三世（2022年起）
  - 总督 － 絲茜爾·拉格雷納德（2013年起）
  - 总理 — 迪根·米切爾（2022年起）
- - 总统 － 吉米·摩拉利斯（2016年起）
- 海地
  - 总统 — 阿里埃爾·亨利 （总理兼代；2021年起）
- - 总统 — 希奥玛拉·卡斯特罗（2022年起）
- 牙买加
  - 君主 － 查理三世（2022年起）
  - 总督 － 帕特里克·艾伦 （2009年起）
  - 总理 － 安德鲁·霍尼斯（2016年起）
- 墨西哥
  - 总统 － 羅培茲·歐布拉多（2018年起）
- （英国海外领地）
  - 总督 —莎拉·特卡（英语：Sarah Tucker (diplomat)）（2022年起）
  - 总理 － 伊斯顿·泰勒-法雷尔（2019年起）
- 荷蘭王國
  - 國王 - 威廉-阿歷山大（2013年起）
  -  阿鲁巴 （构成国）
    - 阿鲁巴總督（英语：Governor of Aruba） － 阿方索·布克豪特（英语：Alfonso Boekhoudt）（2017年起）
    - 首相 － 伊芙琳·韋弗-克洛斯（2017年起）

  -   （荷兰构成国）
    - 总督 － 露西尔·乔治-沃特（2013年起）
    - 总理 － 吉爾馬·皮薩斯（2021年起）

  -  荷屬聖馬丁 （构成国）
    - 总督（英语：Governor of Sint Maarten） － Ajamu Baly（2022年起）
    - 总理 － Silveria Jacobs（2019年起）
- 尼加拉瓜
  - 总统 － 丹尼尔·奥蒂嘉（2007年起）
- 巴拿马
  - 总统 － 勞倫蒂諾·科爾蒂索（2019年起）
- 波多黎各 （美国非建制属地）
  - 总督 - 佩德羅·皮爾路易西（2021年起）
- （法国海外领地）
  - 行政长官 － Sylvie Feucher（法语：Sylvie Feucher）（2018年起）
- 圣基茨和尼维斯
  - 君主 － 查理三世（2022年起）
  - 总督
    1. 塔普利·西頓（2015年-2023年1月31日）
    2. 瑪西拉·賴伯德（英语：Marcella Liburd）（2023年2月1日起）

  - 总理 — 特倫斯·德魯（2022年起）
- 圣卢西亚
  - 君主 － 查理三世（2022年起）
  - 总督 － Errol Charles （2021年起代理）
  - 总理 — 菲利普·皮耶 （2021年起）
- 法属圣马丁 （法国海外领地）
  - 政府主席 － Sylvie Feucher（法语：Sylvie Feucher）（2018年起）
  - 议会主席 － 路易·穆星頓（英语：Louis Mussington）（2022年起）
- （法国海外领地）
  - 议会主席 － Thierry Devimeux（2018年起）
  - 区长 － 斯特凡·阿尔塔诺（英语：Stéphane Artano）（2006年起）
- - 君主 － 查理三世（2022年起）
  - 总督 -蘇珊·杜根（英语：Susan Dougan）（2019年起）
  - 总理 － 龔薩福（2001年起）
- 千里達及托巴哥
  - 总统 － 寶拉-梅·維克斯（2018年起）
  - 总理 － 基思·罗利（2015年起）
- （英国海外领地）
  - 总督（英语：Governor of the Turks and Caicos Islands）
    1. 奈祖·戴金（英语：Nigel Dakin）（2019年－现今）
    2. Dileeni Daniel-Selvaratnam（英语：Dileeni Daniel-Selvaratnam）

  - 总理 — Washington Misick（2021年起）
- 美国
  - 总统—乔·拜登（2021年起）
- 美屬維爾京群島 （美国岛屿地区）
  - 总督 － 艾伯特·拜恩（英语：Albert Bryan (politician)）（2019年起）

## 大洋洲
- 美属萨摩亚 （美国海外领地）
  - 总督—Lemanu Peleti Mauga（2021年起）
- - 君主 — 查理三世（2022年起）
  - 总督 － 大衛·赫利（2019年起）
  - 总理 — 安東尼·艾班尼斯（2022年起）
- 圣诞岛 和  科科斯（基林）群島（合稱澳屬印度洋領地）
  - 总督- 大衛·赫利（2019年起）
  - 行政官 － Farzian Zainal（2023年6月19日起）
- 庫克群島 （新西兰联系邦）
  - 國王代表 － 汤姆·马斯特斯（英语：Tom Marsters）（2013年起）
  - 总理 - 馬克·布朗（2020年起）
- 斐济
  - 总统 － Wiliame Katonivere（2021年起）
  - 总理 — 西蒂韋尼·蘭布卡（2022年起）
- 法屬玻里尼西亞 （法国海外领地）
  - 高级总督 － 雷诺·毕达（英语：René Bidal）（2016年起）
  - 政府主席
    1. 爱德华·弗里奇（2014年-2023年5月13日）
    2. 莫埃泰·博爾森（2023年5月13日起）
- 關島 （美国岛屿地区）
  - 总督 － Lou Leon Guerrero（2019年起）
- 基里巴斯
  - 总统 － 塔内希·马茂（2016年起）[10]
- 马绍尔群岛
  - 总统 - 戴維·卡布阿（2020年起）
- 密克羅尼西亞聯邦
  - 总统 － 戴維·帕努埃洛（2019年起）
- 瑙鲁
  - 总统 — 洛斯·昆（2022年起）
- 新喀里多尼亞 （法国海外特別集體）
  - 高级专员（英语：List of colonial and departmental heads of New Caledonia） － Patrice Faure（法语：Patrice Faure）（2021年起）
  - 政府主席 － Louis Mapou（2021年起）
- 新西兰
  - 君主 － 查理三世（2022年起）
  - 总督 －辛迪·基羅（2021年起）
  - 总理
    1. 杰辛达·阿德恩（2017年10月26日－2023年1月25日）
    2. 克里斯·希普金斯（2023年1月25日起）
- 纽埃 （新西兰联系邦）
  - 总理 - 多尔顿·塔格拉吉（英语：Dalton Tagelagi）（2020年起）
- （美国岛屿地区联邦体）
  - 总督
    1. 拉尔夫·托雷斯（2015年－2023年1月9日）
    2. Arnold Palacios（2023年1月9日起）
- 帛琉
  - 总统—惠恕仁（2021年起）
- - 君主 － 查理三世（2022年起）
  - 总督 － 鲍勃·达达埃（2017年起）
  - 总理 - 詹姆斯·馬拉佩（2019年起）
- 皮特凯恩群岛 （英国海外领土）
  - 总督（英语：Governor of Pitcairn） — 伊安娜·湯瑪斯（2022年起）
  - 市长 － 查伦·沃倫-佩乌（英语：Charlene Warren-Peu）（2020年起）
- 萨摩亚
  - 国家元首 － 瓦莱托阿·苏阿劳维二世（2017年起）
  - 总理—菲婭梅·內奧米·馬塔阿法（2021年起）
- 所罗门群岛
  - 君主 － 查理三世（2022年起）
  - 总督 - 戴维·武纳吉（2019年起）
  - 总理 - 梅纳西·索加瓦雷（2019年起）
- 托克勞 （新西兰属地）
  - 行政长官（英语：Administrator of Tokelau） — Don Higgins（2022年起）
  - 政府首长 － 阿费加·加瓦洛法（英语：Afega Gaualofa）（2016年起）
- - 国王 － 图普六世（2012年起）
  - 首相—蕭西·蘇發萊尼（2021年起）
- - 君主 － 查理三世（2022年起）
  - 总督—托菲加·法拉尼（2021年起）
  - 总理 - 卡乌塞亚·纳塔诺（2019年起）
- - 总统 — 尼克尼克·武罗巴拉武（2022年起）
  - 总理 — 伊什梅爾·卡爾薩考（2022年起）
- （法国海外属地）
  - 高级行政官 － Hervé Jonathan（2021年起）　
  - 政府首脑 － 大卫·韦尔热（英语：David Vergé）（2017年起）

## 南美洲
- 阿根廷
  - 总统 － 阿爾韋托·費爾南德斯（2019年起）
- 玻利维亚
  - 总统 - 盧喬·阿爾塞（2020年起）
- 巴西
  - 总统 — 卢拉·达席尔瓦（2023年1月1日起）
- 智利
  - 总统 — 加夫列爾·博里奇（2022年起）
- 哥伦比亚
  - 总统 — 古斯塔沃·裴卓（2022年起）
- - 总统 － 吉列爾莫·拉索（2021年起）
- 福克蘭群島 （英国海外領土）
  - 总督（兼任 南乔治亚和南桑威奇群岛專員 — 艾莉森·布萊克（2022年起）
  - 行政长官 － Andy Keeling（2021年起）
- - 总统 - 伊爾凡·阿里（2020年起）
  - 总理 - 马克·菲利普斯（2020年起）
- 巴拉圭
  - 总统
    1. 馬里奧·阿布鐸·貝尼特斯（2018年-2023年8月15日）
    2. 聖地牙哥·貝尼亞（2023年8月15日起）
- 秘魯
  - 总统 — 迪娜·博魯阿特（2022年起）
  - 总理 — Alberto Otárola（2022年起）
- 苏里南
  - 总统 - 昌·單多吉（2020年起）
- 乌拉圭
  - 总统 - 路易斯·拉卡列·波烏（2020年起）
- 委內瑞拉
  - 总统 －（參見2019年委內瑞拉總統地位危機，2019年起）
    1.  委内瑞拉制宪会议支持 － 尼古拉斯·马杜罗（2013年起）
    2.  委内瑞拉全国代表大会支持 － 胡安·瓜伊多（臨時；2019年－2023年1月5日）